# Jewcy
Jewcy egy online zsidó hírportál és alkotói közösség. A honlapot november 15-én indították 2006-ban. A The Guardian tekintélyes angol napilap a Jewcy-t fiatal zsidók által létrehozott "ikonikus kultúrtermék"-ként jellemzi amely az "amerikai zsidó identitás megújításának élvonalában áll".
Jewcy bizonyos aspektusai vitatottá váltak a zsidó közösségen belül, mivel olyan figyelemfelkeltő termékeket kínált mint a káromkodást tartalmazó "Shalom motherfucker" feliratú polók. A New York Times napilap a Jewcy-t a zsidó "Hipster"(modernizált hippi) mozgalom egy áramlataként írja le.
A portál egyik szerzője Adam LeBor Budapesten élő ismert újságíró. LeBor a portálon állt ki Barack Obama megválasztása mellett 2008-as "Barack Obama jó a zsidóknak" című cikkében.
2009 októberében a közhasznú JDub Records egyesület felkarolta a Jewcyt megnövelve a portál anyagi forrásait. Az oldal főszerkesztője Lilit Marcus volt 2010 februárjáig, amikor Jason Diamond vette át ezt a pozíciót.

## Fordítás
- Ez a szócikk részben vagy egészben  a   Jewcy című angol Wikipédia-szócikk fordításán alapul.  Az eredeti cikk szerkesztőit annak laptörténete sorolja fel. Ez a jelzés csupán a megfogalmazás eredetét és a szerzői jogokat jelzi, nem szolgál a cikkben szereplő információk forrásmegjelöléseként.